# Pollyester

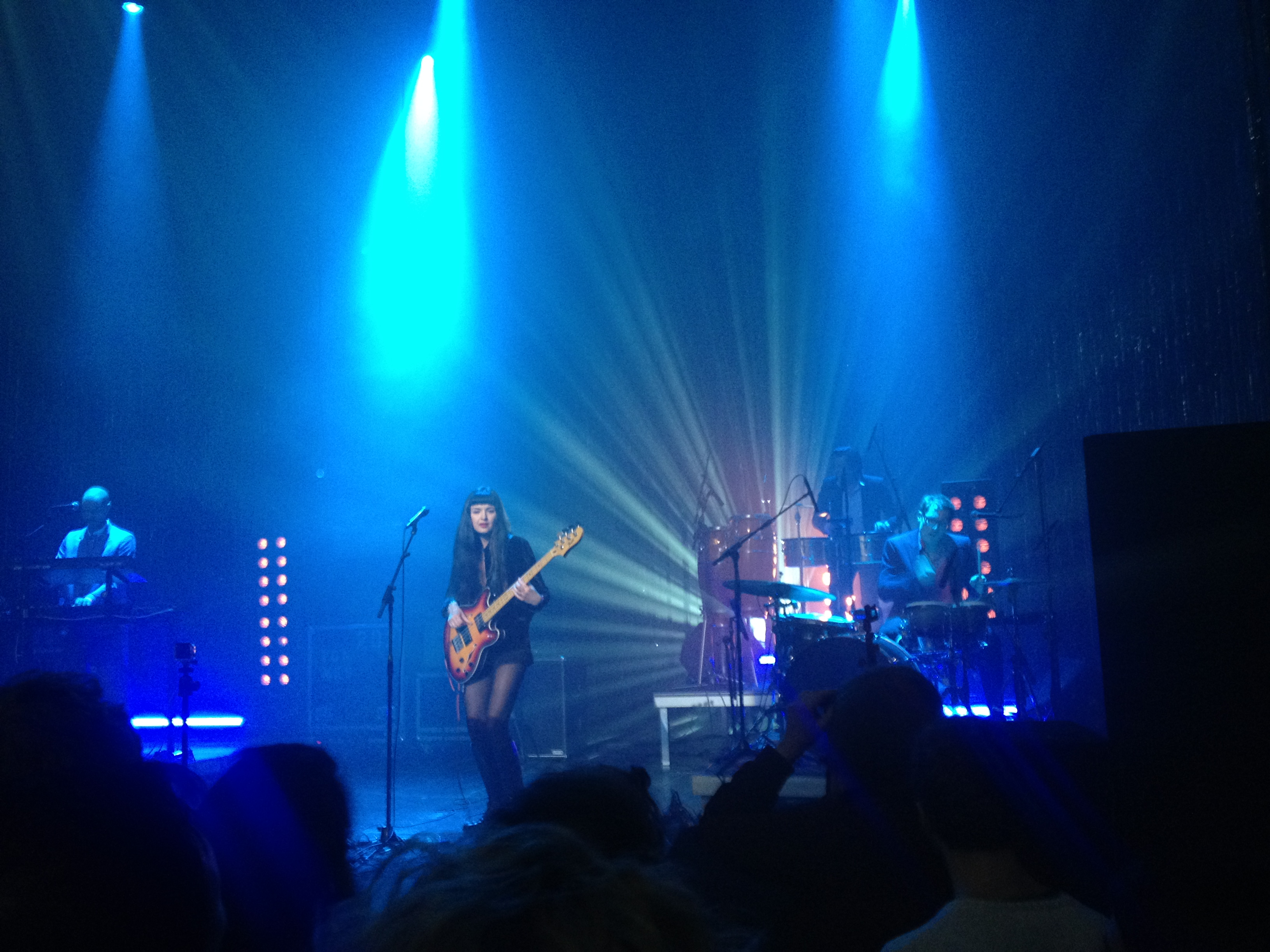
Pollyester bei einem Auftritt in den Münchner Kammerspielen (2015)

Pollyester ist die Band um die Münchner Musikerin und Performance-Künstlerin Polina Lapkovskaja (geboren 1982 in Minsk), den Schlagzeuger Manuel da Coll, den Keyboarder Benedikt Brachtel sowie den Soundengineer Benjamin Mathias.

## Leben
Polina Lapkovskaja kam 1993 mit ihrer Mutter nach München und studierte am Richard-Strauss-Konservatorium Jazz-Kontrabass. Das Studium brach sie nach zwei Jahren ab und machte sich in der Münchner Subkultur einen Namen als Performance-Künstlerin, als Sängerin, Komponistin und Musikerin. Sie trat auch unter dem Pseudonym Koshka Valerianka auf. Sie spielte und spielt in verschiedenen Bands und Künstlerkollektiven, unter anderem bei Pollyester, Munk, Kamerakino, Salewski & Band sowie Convertible. Seit 2004 organisiert sie die Zombocombo, eine monatliche Party- und Performancereihe. 2008 wurde sie von Peter Kastenmüller für das Projekt Illegal zum ersten Mal als Theatermusikerin engagiert, danach regelmäßig an den Münchner Kammerspielen, weiters auch am Theater Basel und am Residenztheater München. 
2010 realisierte Pollyester an den Münchner Kammerspielen das Projekt Pollyester Parking Lot, einen inszenierten Schrottplatz, auf dem Konzerte und Performances stattfanden. 2011 erschien ihr Album Earthly Powers. 2014 kreierte sie die Bühnenmusik für Stephan Kimmigs Inszenierung der Geschichten aus dem Wiener Wald von Ödön von Horváth an den Münchner Kammerspielen. Wiederum mit Kimmig wurde sie 2015 von den Salzburger Festspielen verpflichtet, für die Musik zu Goethes Clavigo, einer Koproduktion mit dem Deutschen Theater Berlin.
2013 erhielt sie den Förderpreis Musik der Landeshauptstadt München.

## Diskografie
Alben
- 2007: POLLYester (Erkrankung durch Musique)
- 2011: Earthly Powers (Permanent Vacation)
- 2015: City of O. (Disko B / Schamoni Musik)